# Fulgoraecia cucullata
Fulgoraecia cucullata is een vlinder uit de familie van de Epipyropidae. De wetenschappelijke naam van de soort is voor het eerst geldig gepubliceerd in 1931 door Heinrich.